# Ptenochirus minor
Ptenochirus minor là một loài động vật có vú trong họ Dơi quạ, bộ Dơi. Loài này được Yoshiyuki mô tả năm 1979.

## Hình ảnh

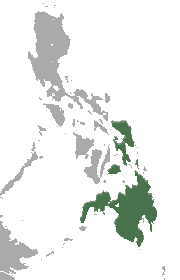